# Ростиславская улица (Киев)
Ростиславская улица — улица в Шевченковском районе города Киева. Пролегает от улицы Вячеслава Черновола до улицы Богдана Гаврилишина и улицы Коперника. К улице присоединяется улица Шолуденко.

## История
Улица возникла в середине XIX века. С 1869 года называлась Лагерной улицей, как дорога к лагерям Луцкого полка (были расположены на Дегтярёвской улице). Пролегала до территории современного Зоопарка (на участке между нынешней ул. Ванды Василевской и до конца застройки фигурировала также под названием 2-я Лагерная улица; объединена с Лагерной улицей в 1944 году под названием Таборная улица).
В середине XX столетия укорочена до современных размеров во время снесения старой застройки . В 1967 году переименована в честь маршала Рыбалко. Современное название — с 2023 года.

## Застройка
Жилых домов на улицы немного. Большинство из них — пятиэтажные «хрущёвки», возведённые в 1960-х годах. Примечательным является здание № 1 — односекционная девятиэтажка из силикатного кирпича. Это один из немногих киевских представителей серии II-18/9, очень распространённой в Москве.
Здание № 11 — здание бывшего пожарного депо Окркомхоза, возведённое в 1927 году. Это было первое киевское здание в ещё непривычном тогда стиле конструктивизма. Автор проекта — архитектор города Аничкин.
Дома № 10/8 и № 6/27 возведены в 1910 году в стиле неоклассицизм, как казармы для размещения военных Киевского гарнизона. Архитектор — Бобрусов. По правилам того времени город должен был за собственные средства предоставлять жильё военным, для чего часто строились муниципальные дома казарменного типа. В этих казармах до 1918 года размещались две батареи 33-й артиллерийской бригады.

## Транспорт
- Маршрутное такси 495
- Станция метро «Политехнический институт»
- Станция метро «Лукьяновская»